# Saint Marys Loch
Saint Marys Loch är en sjö i Storbritannien.   Den ligger i riksdelen Skottland, i den centrala delen av landet, 500 km norr om huvudstaden London. Saint Marys Loch ligger 447 meter över havet.  I omgivningarna runt Saint Marys Loch växer i huvudsak blandskog.